# Црква Светог свештеномученика Ђорђа славонског у Славонском Броду
Црква Светог свештеномученика Ђорђа славонског у Славонском Броду је храм је у изградњи. Припада пакрачко-славонском владичанству Српске православне цркве.

## Историја
Старија црква Светог Ђорђа (1780-1941), неколико десетина метара јужније у истој улици (данас) Андрије Штампара (раније Вука Караџића), срушена је 1941. године од усташа у вријеме НДХ. Неколико деценија су Срби из Славонског Брода, своје вјерске потребе обављали у привременом објекту преуређеном за вјерске потребе, у близини Трга побједе. Крајем осамдесетих година 20. вијека, изграђена је нова црква Светог Ђорђа (1988-1991), по идејном рјешењу Пеђе Ристића, али је и она минирана 1991. године. Налазила се одмах до евангелистичке цркве. Годинама је на улици испред цркве био паркиран дугачки камион, да би рушевине цркве биле мање видљиве. Након уклањања остатака порушене цркве, на темељима старе (друге, срушене 1991.), у 21. вијеку се гради нова, трећа православна црква, али је ова посвећена Светом свештеномученику Ђорђу Богићу. Гради се по истим нацртима као и претходна.
Камен-темељац за изградњу нове цркве су благословили и положили 29. јануара 2017. владика славонски Јован Ћулибрк и тадашњи митрополит загребачко-љубљански Порфирије, који касније постаје патријарх српски. Свечаности је присуствовао и замјеник градоначелника Славонског Брода, Хрвоје Андрић. Храм се гради у вријеме док је бродски парох протојереј-ставрофор Ратко Гатаревић. Градња цркве се финанцира дијелом из црквеног фонда, а у 2017. години добијено је од града 100.000 куна и од жупаније 30.000 куна. Храм ће служити вјерским потребама око 140 домова у граду и у цијелој парохији од Лужана до Доњих Андријеваца, још око 400 православних породица.
По великом српском пјеснику Бранку Радичевићу рођеном у Броду на Сави (данас Славонски Брод) су носиле назив двије школе, некадашња гимназија, а данас Машински (стројарски) факултет и основна школа Ђуре Пилара у Бродском Виногорју. Улица у којој је рођен је названа по њему (данас Улица Влатка Мачека), а имао је и двије спомен плоче, на родној кући и старијој гимназији, данас Машинском факултету. Пред рат деведесетих година 20. вијека (1991. године) све је то уклоњено, а од нестанка је сачувана само једна спомен плоча са Машинског факултета, која се чувала у депоу градског музеја. Она је настојањима Срба из Брода 2018. године опет на јавном мјесту. Постављена је у порти православне цркве у изградњи. Осим неких Срба који су присуствовали свечаности поновног откривања спомен плоче, свечаности се није одазвао нико од званичних представника града и жупаније.

## Фото-галерија
- Враћена спомен плоча Бранку Радичевићу у родном граду Славонском Броду. Сада се налази у порти православне цркве (у изградњи) Светог Ђорђа Богића
- Спомен плоча Бранку из 1924. године.
- Спомен плоча Бранку. Прије рата 90-их година 20. вијека је била на зиду раније гимназије на тргу, а данашњег Машинског факултета
- Свјетлопис Светог свештеномученика Ђорђа Богића, нашичког православног свештеника, коме је нови храм у изградњи посвећен. Убијен је од усташа у вријеме НДХ, 17. јуна 1941.